# Mens Sana Basket Siena
Mens Sana Basket Siena ist ein italienischer Basketballverein, der in der Stadt Siena beheimatet ist. Der Name ist abgeleitet vom lateinischen Ausdruck Mens sana in corpore sano („ein gesunder Geist in einem gesunden Körper“). Meist wurde der Verein nach seinem Hauptsponsor, der Bank Monte dei Paschi di Siena, Montepaschi Siena genannt. Er ist ein weitgehend autonomer Teil des Sportvereins Polisportiva Mens Sana. Heimspiele trägt der Verein, dessen Farben Grün und Weiß sind, in der 7025 Zuschauer fassenden Halle Pala Sport Mens Sana aus.

## Geschichte
Mens Sana führte laut eigener Angabe als erster Verein in Italien das Basketballspiel ein, kurz nach dessen Erfindung durch James Naismith 1891. Dennoch spielte er erst 1973 erstmals in der höchsten italienischen Spielklasse. Zuletzt stieg er 1994 in die Serie A auf und etablierte sich in den Folgejahren in der Spitzengruppe der Liga.
2002 gewann er mit dem Saporta Cup den ersten Titel, 2004 errang er mit der italienischen Meisterschaft auch den ersten nationalen Erfolg. Zudem war Siena im zweiten Jahr hintereinander ins Final Four der Euroleague eingezogen. Die Hauptrunde 2006/2007 in der Serie A beendete Siena mit einer Siegesbilanz von 30:4, und auch während der Play-offs ließ man lediglich eine Niederlage zu, sodass am Ende die überlegene Meisterschaft stand. In den folgenden drei Jahren verlor Siena gar die komplette Hinrunde lang keine Partie und wurde jeweils Meister, zudem erreichte die Mannschaft 2008 zum dritten Mal das Final Four der Euroleague und wurde letztendlich Drittplatzierter des Wettbewerbes. 2011 konnte dieser Erfolg wiederholt werden, zudem gewann Siena zum dritten Mal in Folge das Double. Das fünfte Double in Folge gelang 2013, als der siebte Meistertitel und fünfte Pokalerfolg in Folge gewonnen werden konnte. Die Serie riss 2014, als man im Finale des Coppa Italia 2014 gegen Dinamo Basket Sassari verlor. Auch das Finalspiel der Meisterschaft 2014 ging verloren, wenn auch äußerst knapp, diesmal gegen Olimpia Milano.
Nach dem Rückzug des Hauptsponsors Monte dei Paschi und finanziellen Problemen trat der Verein in der Saison 2014/15 in der drittklassigen Divisione Nazionale B an, stieg aber am Ende der Spielzeit bereits in die Serie A2 auf.
Im Oktober 2016 entschied ein Gericht des italienischen Basketballverbandes, dem Verein wegen mehrerer Betrugsdelikte alle Titel aus den Jahren 2012 und 2013 abzuerkennen.

## Erfolge
- Italienischer Meister: 2004, 2007, 2008, 2009, 2010, 2011, 20121, 20131
- Italienischer Pokalsieger: 2009, 2010, 2011, 20121, 20131
- Italienischer Supercup: 2004, 2007, 2008, 2009, 2010, 2011, 20131
- Euroleague: Halbfinalist 2003, 2004, 2008, 2011
- Saporta-Cup-Sieger: 2002

1 Aberkannte Titel

## Sponsorennamen

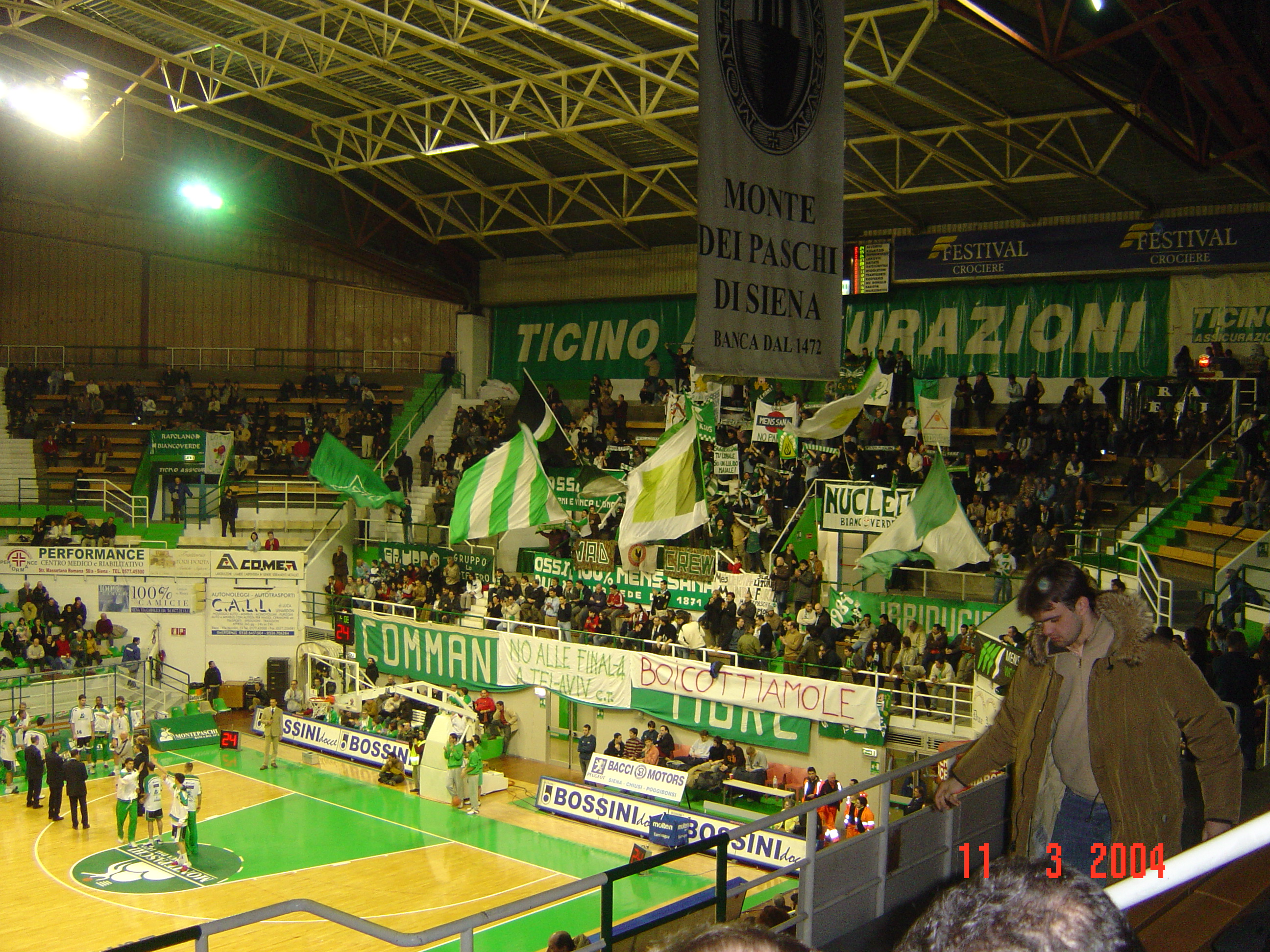
Pala Sport Mens Sana

- Sapori (1973–1978)
- Antonini (1978–1981)
- Sapori (1981–1983)
- Mister Day (1983–1986)
- Ticino (1990–1993)
- Olitalia (1993–1994)
- Comerson (1994–1995)
- Cx Orologi (1995–1996)
- Fontanafredda (1996–1998)
- Ducato (1998–2000)
- Montepaschi (2000–2014)
- Gecom (2014–2015)
- ohne Hauptsponsor (2015–2017)
- Soundreef (2017–2018)
- On Sharing (2018–2019)
- Estra (2019–2020)
- NaMed (2020–2021)

## Bedeutende ehemalige Spieler

### Zurückgezogene Trikotnummern
- Terrell McIntyre (Nr. 5; 2006–2010)
- / Shaun Stonerook (Nr. 20; 2005–2012)

### Weitere Spieler
| - Mike Bantom (1982–1985) - Wendell Alexis (1990–1991) - Marco Solfrini (1991–1994) - Darren Daye (1992–1994) - Gerard King (1996–1998) - Sandro Dell’Agnello (1996–1998, 1998–2000) - Boris Gorenc (2000–2002) - Roberto Chiacig (2000–2006) - Petar Naumoski (2001–2002) - Milenko Topic (2001–2002) - Vrbica Stefanov (2001–2005, 2006–2007) | - Alphonso Ford (2002–2003) - Mirsad Türkcan (2002–2003) - Michalis Kakiouzis (2002–2005) - Mindaugas Žukauskas (2002–2006) - Giacomo Galanda (2003–2005) - David Andersen (2003–2004, 2011–2012) - Bootsy Thornton (2003–2005, 2007–2008, 2011–2012) - Carlton Myers (2004–2005) - Efthimios Rentzias (2004–2005) - Benjamin Eze (2004–2010, 2012–2013) - Marcelo Nicola (2005–2006) | - Rimantas Kaukėnas (2005–2009, 2011–2012) - Joseph Forte (2006–2007) - Romain Sato (2006–2010) - Kšyštof Lavrinovič (2007–2012) - Nikolaos Zisis (2009–2012) - / Bo McCalebb (2010–2012) - Igor Rakočević (2011–2012) - Bobby Brown (2012–2013) - Aleksandar Rašić (2012–2013) - Wiktor Sanikidse (2012–2013) |